# Sphenometopa mongolica
Sphenometopa mongolica är en tvåvingeart som först beskrevs av Fan 1965.  Sphenometopa mongolica ingår i släktet Sphenometopa och familjen köttflugor. Inga underarter finns listade i Catalogue of Life.